# Райан, Мэтт (квотербек)
Мэттью Томас (Мэтт) Райан (англ. Matthew Thomas "Matt" Ryan, род. 17 мая 1985 года) — американский профессиональный игрок в американский футбол, выступающий на позиции квотербека в клубе Национальной футбольной лиги «Индианаполис Колтс». На студенческом уровне выступал за Бостонский колледж. Был выбран на драфте НФЛ 2008 года в первом раунде под общим третьим номером клубом «Атланта Фэлконс».
В Бостонском колледже Райан был стартовым квотербеком с 2005 по 2007 год, приведя за это время команду к трём победам в боульных играх, а также показал результат 25 побед и 7 поражений. Он бросал более 20 ярдов в пятнадцати играх, а по общему количеству пасовых ярдов и количеству удачных пасов занимает пятое место в истории учебного заведения. В 2005 году он стал самым ценным игроком MPC Компьютер Боул. В 2007 году он помог своей команде стать чемпионом Атлантического дивизиона и был назван игроком года ACC.
В своём дебютном сезоне в НФЛ Райан вышел в стартовом составе «Фэлконс» во всех 16 матчах сезона, показав результат 11-5, и помог клубу выйти в плей-офф. По итогам сезона 2008 года он был назван лучшим новичком нападения по версии AP.
В 2022 году Атланта продала Райана в Индианаполис.